# Стохастична людина
«Стохастична людина» (англ. The Stochastic Man) — науково-фантастичний роман американського письменника Роберта Сілверберга, опублікований у 1975 році. Термін «стохастичний» у назві книги стосується здатності головного героя бачити майбутнє.
Номінувався на важливі премії в галузі наукової фантастики: Г'юго, Неб'юла, Кемпбелла, Локус.

## Сюжет
|                                         | Якби наше уявлення про причину і наслідок було лише прийнятним, ми могли б отримати абсолютне знання про майбутнє. Ми стали б всевидячими. |
| — Robert Silverberg. The Stochastic Man | |

Лу Ніколс — висококваліфікованіший статистик з короткострокових прогнозів. Настільки хороший, що вважає себе, вочевидь, найкращим у своїй галузі, де швидко заробляє великі статки. Коли співробітники Пола Квінна найняли його для участі у передвиборчій кампанії мера Нью-Йорка, його життя набуває нової мети. Захоплений Куінном і майбутніми президентськими виборами, він починає відчувати, що його мета — підтримати політика в його кандидатурі на пост президента Сполучених Штатів Америки.
У цей час він зустрічає Мартіна Карвахаля, чоловіка, який стверджує, що може робити певні прогнози щодо довгострокового майбутнього. Хоча й скептично, Лу починає працювати з Карвахалем, просто передаючи його загадкові повідомлення співробітникам Квінна. Завдяки цій співпраці Квінн робить декілька кроків, які, як було оголошено, наближають його до Білого дому. Але приватне життя Лу зрештою дуже постраждало від цієї божевільної співпраці з Карвахалем, який без вагань наказує йому підстригтися і залишити дружину просто тому, що «бачив його в майбутньому». Не в змозі нав’язати власну волю поточним подіям, Лу пасивно піддається неминучості подій та при цьому відмовляється будь-яким чином втручатися в те, що він вважає незмінним. Його співпраця з Квінном припиняється, коли політик не отримує від Лу послідовного виправдання наданих політичних порад, насправді не більше, ніж пророцтва.
Коли Карвахаля вбивають, як він й давно передбачав, Лу починає передбачати майбутню диктатуру Квінна і працює над тим, щоб зупинити прихід Квінна до влади, хоча й обмежений неминучістю майбутнього, яке вже було написано.

## Головні герої
- Лу Ніколс — майже 35-річний головний герой роману. Статистик, його найняв майбутній мер деградованого Нью-Йорка, щоб допомогти приходу до влади своїми аналізами. Він має приховані передпізнавальні здібності, які розвивається з часом; як тільки він усвідомлює свою здатність абсолютно точно передбачати майбутнє, пасивно віддає себе неминучості подій, відмовляючись будь-яким чином втручатися в те, що вважає незмінним.
- Пол Квінн — Наступному меру Нью-Йорка і, за словами Лу, судилося стати майбутнім президентом США. Харизматичний представник партії «Нові демократи», який швидко набирає популярність, за пророцтвами Лу й Карвахаля, прийде до влади, встановивши диктаторський режим.
- Сундара Шастрі — дружина-красуня Лу, з якою він розлучиться, втягнута в необдуману поведінку доктриною «Транзит».
- Мартін Карвахаль — Заможний наставник Лу. Його передбачливість дозволяє дізнатися майбутнє в деталях, але його поведінка абсолютно пасивна, усвідомлюючи той факт, що майбутнє вже записане й тому незмінне. За роки наперед передбачив свою смерть; це бачення глибоко позначило його.
- Аїк Мардикян — колишній однокласник Лу та в оточенні Пола Квінна, а також майбутній заступник мера Нью-Йорка.
- Боб Ломбросо — фінансовий адміністратор і партнер Пола Квінна.
- Каталіна Ярбер — крижана послідовниця доктрини «Транзит», яка захоплює дружину Лу, Сундару, до такої міри, що штовхає жінку до проституції, щоб перевірити її слухняність філософським принципам відчуження від сьогодення, еволюції та постійних змін, що й лежить в основі доктрини.

## Критика
Стохастична людина, безсумнівно, є політичною вигадкою: вся історія уважно слідкує за виборами, спочатку на посаду мера Нью-Йорка, а потім на пост президента Сполучених Штатів Америки, Пола Куінна завдяки допомозі головного героя Лью Ніколса, кваліфікованого статистика. Науково-фантастичний компонент, або бачення майбутнього завдяки Мартіну Карвахалю, з’являється як другорядна дужка (головний герой обмежується лише виконанням наказів протягом усього роману), доки ці передбачення негативно вплинуть на життя бідного Лу. Лише в цей момент науково-фантастичний компонент бере на себе політичні події, які все частіше стануть фоном приватних подій головного героя (розлучення, неприємності з Квінном тощо).
Міленіум Нью-Йорка в усьому романі описується як своєрідне гігантське гето, де злочинність стала повсякденною справою. Наприклад, дивно, як під час новорічної ночі 2000 року Сільверберг описує святкування як свого роду публічну оргію, що супроводжується нестримною колективною істерією. Місто поринає в повний хаос, і навіть головний герой приєднується до дикого свята.